# سيدينا دابو
سيدينا لاهي دابو (بالفرنسية: Seydina Lahi Dabo)‏ أو سيدينا لاي دابو (بالفرنسية: Seydina Laye Dabo)‏ المعروف باسم سيدينا دابو (10 نوفمبر 2002) لاعب كرة قدم سنغالي يجيد اللعب في مركز الوسط المحوري. يلعب حاليا لصالح الخالدية في الدوري البحريني الممتاز منذ 2023.

## المسيرة الرياضية

### الأندية
في 11 مارس 2021 انضم دابو إلى التضامن البحريني (الدرجة الثانية) في صفقة انتقال حر. في موسمه الوحيد 2020-2021 وفي بطولة دوري الدرجة الثانية ساهم في احتلال فريقه المركز العاشر الأخير برصيد 5 نقاط من 18 مباراة. وفي بطولة كأس الاتحاد البحريني فشل فريقه في التأهل إلى الدور النصف النهائي بعدما احتل المركز الرابع في المجموعة الثالثة بفارق 6 نقاط عن المتصدر المالكية.
في 1 يوليو 2021 انتقل دابو من التضامن إلى سترة البحريني (الدرجة الثانية) في صفقة انتقال حر. في موسمه الأول وفي بطولة دوري الدرجة الثانية ساهم في احتلال فريقه المركز الثالث بفارق 9 نقاط عن صاحب المركز الثاني البحرين المؤهل مباشرة للصعود إلى الدوري الممتاز وبالتالي انتقل مع صاحب المركز الرابع المالكية إلى ملحق الصعود وانضم إليهما صاحبا المركزين الثامن والتاسع في الدوري الممتاز وهما البديع والحد على التوالي وأقيم ملحق الصعود بطريقة الدوري من دور واحد على أن تصعد الفرق الثلاثة الأولى إلى الدوري الممتاز واستطاع دابو أن يساهم في احتلال فريقه المركز الثاني وبالتالي الصعود إلى الدوري الممتاز. وفي بطولة كأس ملك البحرين ساهم في وصول فريقه إلى الدور 16 عندما خسر من الحد 1-2. وفي بطولة كأس الاتحاد البحريني فشل فريقه في التأهل إلى الدور النصف النهائي.
في موسمه الثاني والأخير 2022-2023 وفي بطولة الدوري البحريني الممتاز ساهم دابو في احتلال فريقه المركز الخامس بفارق 4 نقاط عن البطل الخالدية. وفي بطولة كأس ملك البحرين ساهم في وصول فريقه إلى الدور الربع النهائي عندما خسر من المنامة بركلات الترجيح. وفي بطولة كأس الاتحاد البحريني فشل فريقه في التأهل إلى الدور النصف النهائي بعدما احتل المركز الخامس في المجموعة الرابعة بفارق 6 نقاط عن المتصدر البحرين.
في 1 يوليو 2023 انتقل دابو من سترة إلى الخالدية البحريني (الدوري الممتاز) في صفقة انتقال حر.